# Distretto di Liberec
Il distretto di Liberec (in ceco okres Liberec) è un distretto della Repubblica Ceca nella regione omonima. Il capoluogo di distretto è la città di Liberec.

## Geografia antropica
Il distretto conta 59 comuni:

### Città
- Chrastava
- Český Dub
- Frýdlant
- Hejnice
- Hodkovice nad Mohelkou
- Hrádek nad Nisou
- Jablonné v Podještědí
- Liberec
- Nové Město pod Smrkem
- Osečná
- Raspenava

### Comuni mercato
- Il distretto non comprende comuni con status di comune mercato.

### Comuni
| - Bílá - Bílý Kostel nad Nisou - Bílý Potok - Bulovka - Cetenov - Chotyně - Černousy - Čtveřín - Dětřichov - Dlouhý Most - Dolní Řasnice - Habartice - Heřmanice - Hlavice - Horní Řasnice - Janovice v Podještědí | - Janův Důl - Jeřmanice - Jindřichovice pod Smrkem - Kobyly - Krásný Les - Kryštofovo Údolí - Křižany - Kunratice - Lázně Libverda - Lažany - Mníšek - Nová Ves - Oldřichov v Hájích - Paceřice - Pěnčín - Pertoltice | - Proseč pod Ještědem - Příšovice - Radimovice - Rynoltice - Soběslavice - Stráž nad Nisou - Světlá pod Ještědem - Svijanský Újezd - Svijany - Sychrov - Šimonovice - Višňová - Vlastibořice - Všelibice - Zdislava - Žďárek |